# Estheria tibialis
Estheria tibialis là một loài ruồi trong họ Tachinidae.